# Hermannia fischeri
Hermannia fischeri är en malvaväxtart som beskrevs av Karl Moritz Schumann. Hermannia fischeri ingår i släktet Hermannia och familjen malvaväxter. Inga underarter finns listade i Catalogue of Life.